# Даніеле Лімонта
Даніеле Лімонта (італ. Daniele Limonta, нар. 24 листопада 1967, Монца) — італійський футболіст, що грав на позиції воротаря, зокрема за «Павію», а також юнацькі збірні Італії.

## Клубна кар'єра
Народився 24 листопада 1967 року в місті Монца. Вихованець футбольної школи клубу «Мілан». 1987 року включався до заявки  основної команди клубу, в іграх Серії А утім так й не дебютувавши.
Натомість більшу частину кар'єри грав у третьому і четвертому італійських дивізіонах. 1988 року перейшов до «Венеції», ще за рік до «Монтеваркі», а 1990 року — до  «Павії», за яку відіграв наступні шість сезонів.
У другій половині 1990-х грав за «Кремаперго» і «АльцаноЧене», а завершував ігрову кар'єру у нижчолігових «Узмате» та «Джана Ерміньйо».

## Виступи за збірні
1985 року дебютував у складі юнацької збірної Італії (U-18), загалом за цю команду взяв участь у 7 іграх, пропустивши 8 голів.
1987 року був основним воротарем юнацької збірної (U-20) на тогорічній світовій першості, де італійці припинили боротьбу на стадії чвертьфіналів.

## Титули і досягнення
- Чемпіон Італії (1):

«Мілан»: 1987-1988